# Yamaha RY30

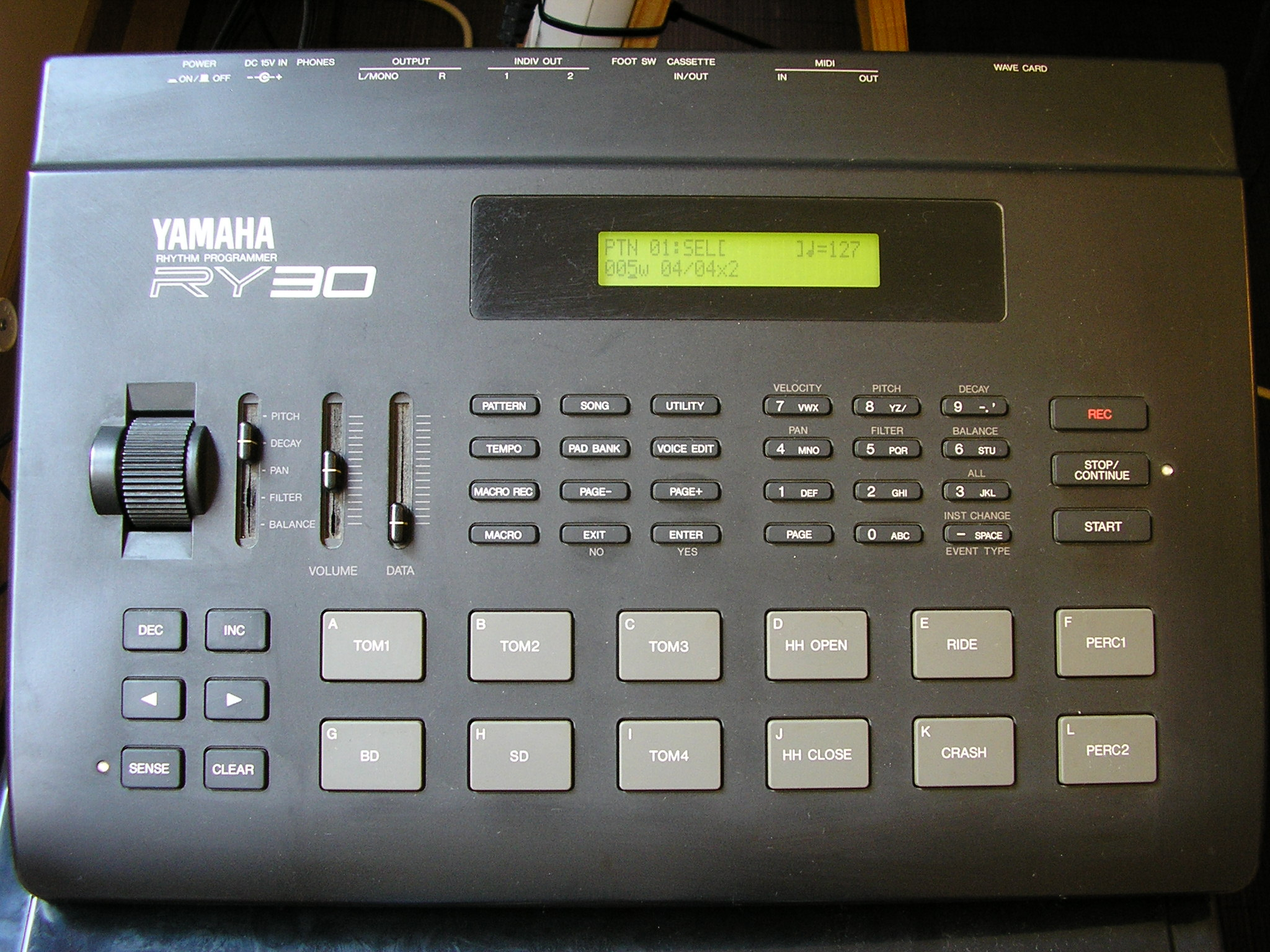
Yamaha RY30.

La RY30 es una caja de ritmos digital presentada por Yamaha en 1989, sucesora de la serie RX. Algunas de las innovaciones sobre sus series anteriores son una potente capacidad de edición de sonidos, similar a la de un sintetizador, e implementar un humanizador de ritmo, que permite añadir pequeñas alteraciones en la posición temporal de las notas una vez el ritmo está programado. Otra característica es que los sonidos están muestreados a 48 kHz en lugar de los estándar 44,1 kHz, lo que les confiere un brillo notable. Además de ofrecer parte del legado de la serie RX y otros sonidos nuevos, la RY30 incluía un set muy similar a la Roland TR-808 además del sonido de caja de la TR-909 y la posibilidad de crear bajos electrónicos mediante una pequeña paleta de ondas básicas.

## Características generales
- Síntesis: Digital basada en muestras PCM de 16 bits a 48 khz (AWM2 patentada por Yamaha).
- Polifonía: 16 voces.
- Partes multitímbricas: 16
- Nº Pads: 12, con sensibilidad asignable.
- Efectos: No.
- Interfaz de control: MIDI
- Memoria: No volátil.
- Almacenamiento auxiliar: Conector minijack para casete de datos. Volcado MIDI vía Sistema Exclusivo. Ranura de tarjeta de ampliación de voces tipo ROM.

## Voces (sonidos)
- Bancos o sets definibles: 16
- Nº de voces editables: 128, de las cuales 32 son reservadas para tarjeta de ampliación pero también editables en ausencia de ésta.
- Osciladores por voz: 2
- Nº de ondas/muestras asignables a oscilador: 84 de percusión y 6 formas de onda básicas de sintetizador (PWM 10%, PWM 25%, cuadrada, diente de sierra, triangular y ruido blanco).
- Modificadores por oscilador: volumen, tono, balance de oscilador, panorama, decay, 4 filtros seleccionables (LPF de 12db o 24db y HPF de 12 dB o 24 dB) con corte y nivel de resonancia, envolvente de filtro, envolvente de tono y control de sensibilidad asignable a todos los parámetros.

## Secuenciador
- Patrones de usuario: 100
- Canciones de usuario: 20
- Máximo de compases por patrón: 4
- Rango de tempo: 40 a 250 bpm.
- Resolución: 96 tics por negra.
- Sincronización externa: Señal MIDI Clock.
- Grabación: Tiempo real y por pasos.
- Edición general: Menú de funciones.
- Edición puntual: Gráfica de patrón (ídem grabación por pasos).

## Conectores
Auriculares, salida principal L/R, 2 salidas individuales mono (asignables), pedal switch, minijack para casete de datos, MIDI in/out y ranura para tarjeta de expansión de voces.